# Zohān
Zohān (persiska: زهان) är en ort i Iran.   Den ligger i provinsen Khorasan, i den östra delen av landet, 800 km öster om huvudstaden Teheran. Zohān ligger 1 695 meter över havet och antalet invånare är 707.
Terrängen runt Zohān är kuperad österut, men västerut är den platt. Runt Zohān är det glesbefolkat, med 12 invånare per kvadratkilometer. Zohān är det största samhället i trakten. Trakten runt Zohān är ofruktbar med lite eller ingen växtlighet.